# Júlio César de Andrade Moura
Júlio César de Andrade Moura, detto Julinho (Salvador, 31 ottobre 1965), è un ex calciatore brasiliano naturalizzato peruviano, di ruolo attaccante.

## Caratteristiche tecniche
Giocava come attaccante o come trequartista; dotato di una tecnica affinata e di buona velocità, aveva anche discrete doti realizzative.

## Carriera

### Club
Julinho iniziò a giocare in Brasile, nel suo Stato d'origine, Bahia: militò, ancora molto giovane, nel Vitória. Dal 1984 al 1986 fece parte della rosa del Flamengo, ma non debuttò mai in partite ufficiali. Nel 1987 si trasferì nello Stato di Santa Catarina, firmando per l'Avaí; nel biennio 1988-1989 giocò per il Treze. L'ultima esperienza in Brasile la fece nel 1990: giocò con il Fortaleza, nello Stato di Ceará. Nel 1991 lasciò il suo Paese natale, trasferendosi in Perù: lì trovò un ingaggio nel Defensor di Lima, formazione della capitale. Alla sua prima stagione giocò 34 partite, segnando 8 reti; nell'annata seguente realizzò 9 gol in 25 incontri. Segnalatosi per le sue abilità tecniche, fu messo sotto contratto dallo Sporting Cristal per volontà dell'allenatore Roberto Challe: firmò inizialmente un biennale. Segnò il suo primo gol nel nuovo club il 13 marzo 1993 contro la sua ex squadra, il Defensor. Julinho divenne uno dei migliori giocatori del campionato peruviano, di cui fu capocannoniere nel 1995, con 23 gol in 34 presenze. Nel 1999 superò quota 100 gol con lo Sporting Cristal; si ritirò nel 2003, dopo aver vinto 4 titoli nazionali in 11 stagioni.

### Nazionale
Nel 1996 Julinho si naturalizzò peruviano, così da poter giocare in Nazionale. Debuttò con il Perù il 7 luglio 1996, nella partita contro l'Argentina valida per le qualificazioni al campionato del mondo 1998. Il 10 novembre segnò la sua prima rete: al 21º minuto realizzò il gol del provvisorio 2-0 contro il Venezuela, sempre nell'ambito delle qualificazioni al Mondiale; la gara finì 4-1. Il 20 agosto 1997 marcò il suo ultimo gol in Nazionale, nuovamente contro il Venezuela, a Barinas. L'ultima partita del torneo di qualificazione a Francia 1998 fu anche l'ultima di Julinho con il Perù: dopo la gara con il Paraguay del 16 novembre, infatti, il brasiliano non fu più convocato.

## Palmarès

### Club

#### Competizioni nazionali
- Campionato peruviano: 4

Sporting Cristal: 1994, 1995, 1996, 2002

### Individuale
- Capocannoniere della Campeonato Descentralizado: 1

1995 (23 gol)